# Белки группы Trithorax
Белки группы Trithorax — это белки, регулирующие структуру хроматина и участвующие в поддержании экспрессии генов. Это семейство белков гетерогенно, входящие в него белки образуют сложные белковые  комплексы, способные связываться с хроматином. Так, функция самого белка Trithorax в составе комплекса TAC1 — поддержание локального открытого состояния хроматина путём монометилирования лизина-4 гистона H3 (H3K4me1), что сохраняет активность окрестных генов в ряду клеточных поколений. Действие этой гистоновой метки усиливается ацетилированием лизина-27 гистона H3 (H3K27ac), привносимой тем же комплексом TAC1. В дополнение к этому некоторые белки группы Trithorax ремоделируют хроматин, используя энергию АТФ для активации нуклеосом. 
Основным компонентом MLL-комплекса, необходимого для H3K4-метилирования и  эмбрионального развития мыши, является Trithorax-белок Ash2l млекопитающих (гомолог белка Drosophila ASH2 (absent small homeotic-2)), выполняющий роль ключевого регулятора открытого хроматина в эмбриональных стволовых клетках.
Белки группы Polycomb действуют как антагонисты белков группы Trithorax. Они сходны с белками группы Trithorax в том, что также связываются с участками хромосом, содержащими гомеозисные гены, и вызывая индукцию триметилирования остатков аминокислоты лизина в составе гистона H3. Однако они триметилируют лизин в 27-м положении  (H3K27me3). Это предотвращает ацетилирование гистона H4 и противодействует ремоделированию нуклеосом, поэтому обеспечивает выключенное состояние генов.